# Кеті Мун
Кетрін (Кеті) Мун (англ. Kathrin (Katie) Moon; дошлюбне прізвище — Наджеотт (англ. Nageotte); нар. 13 червня 1991 року), американська спортсменка, яка спеціалізується в стрибках з жердиною. Вона виграла золоту медаль на літніх Олімпійських іграх 2020 року у стрибках з жердиною серед жінок.

## Спортивна кар'єра
Кеті Наджеотт почала займатися стрибками з жердиною в 2004 році у віці дванадцяти років. У школі в 2009 році була чемпіонкою штату Огайо в І дивізіоні вищої школи, з результатом 3,86 м. З 2010 по 2013 рік Наджеотта була спортивною студенткою. В Університету Дейтона вона встановила університетський рекорд в 2010 році з висотою 3,90 м. У 2012 році, вона поїхала Ешлендськи1 університету.
У 2013 році Наджеотт стала національною чемпіонкою NCAA II дивізіону як на відкритому повітрі, так і в приміщенні. На початку своєї професійної кар'єри вона досягла 6-го місця на чемпіонаті США і з того часу регулярно займала місце в топ 10 найкращих на чемпіонатах США на відкритому повітрі та в приміщенні.
На початку 2015 року вона вперше виграла бронзу на чемпіонаті США у приміщенні та досягла найкращого результату на чемпіонаті США на відкритому повітрі з четвертим місцем. Вона також вперше піднялась на подіум на міжнародному рівні та взяла бронзу на чемпіонаті NACAC.
У 2016 році Наджеотт посіла 5 місце в олімпійських випробуваннях США. А потім переїхала до Пуллмана (Вашингтон), щоб тренуватись у дворазового чемпіона світу зі стрибків з жердиною Бреда Вокера.
У 2017 році вона посіла друге місце в чемпіонаті США в закритих приміщеннях.
У 2018 році Наджеотт зробила свій прорив у світовому класі. Відразу на початку року вона стала чемпіонкою США у приміщенні, неодноразово покращуючи свій особистий рекорд до 4,91 м, цей результат дав змогу посісти п'яте місце у списку найкращих у світі. На Чемпіонаті світу в приміщенні в Бірмінгемі вона посіла 5 місце з висотою 4,70 м. З рекордом чемпіонату 4,75 м, Наджеотт виграла чемпіонат NACAC. Майже через три тижні вона стала віце-чемпіонкою США на відкритому повітрі з 4,70 м, а ще через три тижні вона досягла другого місця з результатом 4,68 м на Кубку світу з легкої атлетики у Лондоні. У світовому рейтингу вона посіла 10 місце.
У 2019 році Наджеотт змогла захистити свій титул на чемпіонаті США в приміщенні з висотою 4,81 м і знову стати віце-чемпіоном США на відкритому повітрі з висотою 4,80 м. На Панамериканських іграх вона посіла друге місце з висотою 4,70 м.
У 2020 році Наджеотт не стартувала на чемпіонаті США у приміщенні, хоча вона могла виграти третій національний титул у приміщенні поспіль. Під час пандемії Covid-19 вона взяла участь у змаганнях під назвою Ultimate Garden Clash 16 травня і посіла друге місце, поступившись Екатеріні Стефаніді та випередивши Алішу Ньюман. 1 серпня Наджеотта збільшила свій особистий рекорд у Марієтті (Джорджія) до 4,92 м і посіла шосте місце в списку найкращих за весь час. Наприкінці сезону вона захворіла на COVID-19.
У 2021 році Наджеотт з особистим та світовим рекордом сезону, а також рекордом чемпіонату 4,95 м, виграла Олімпійські випробування США, які одночасно були чемпіонатом США з легкої атлетики та кваліфікаційними змаганнями до Олімпійських ігор у Токіо, де вона виграла золото з результатом 4,90 м.

## Національні та міжнародні виступи
| Рік  | Змагання                                       | Місце проведення | Місце | Результат |
| ---- | ---------------------------------------------- | ---------------- | ----- | --------- |
| 2015 | Чемпіонат NACAC                                | Сан-Хосе         | 3     | 4,30 м    |
| 2018 | Чемпіонат світу з легкої атлетики в приміщенні | Бірмінгем        | 5     | 4,70 м    |
| 2018 | Кубок світу з легкої атлетики                  | Лондон           | 2     | 4,68 м    |
| 2018 | Чемпіонат NACAC                                | Торонто          | 1     | 4,75 м    |
| 2019 | Панамериканські ігри                           | Ліма             | 2     | 4,70 м    |
| 2021 | Олімпійські ігри                               | Токіо            | 1     | 4,90 м    |
| 2022 | Чемпіонат світу в приміщенні                   | Белград          | 2     | 4,75 м    |
| 2022 | Чемпіонат світу                                | Юджин            | 1     | 4,85 м    |
| 2023 | Чемпіонат світу                                | Будапешт         | 1     | 4,90 м WL |
| 2024 | Чемпіонат світу в приміщенні                   | Глазго           | 3     | 4,75 м    |

Кеті Наджеотт протягом 2016—2018 років мала контракт з Adidas. Кеті Наджеотт підписала контракт з Nike у 2018 році. Наджеотт виступила з промовою після того, як поставила 3 особисті рекорди та виграла титул у стрибках з жердиною в приміщенні 2018 року.
| Рік  | Змагання                                              | Місце проведення | Місце | Результат   |
| ---- | ----------------------------------------------------- | ---------------- | ----- | ----------- |
| 2013 | Чемпіонат США з легкої атлетики на відкритому повітрі | Де-Мойн          | 6     | 4,40м       |
| 2014 | Чемпіонат США з легкої атлетики в приміщенні          | Альбукерке       | 9     | 4,41м       |
| 2014 | Чемпіонат США з легкої атлетики на відкритому повітрі | Сакраменто       | 9     | 4.30м       |
| 2015 | Чемпіонат США з легкої атлетики в приміщенні          | Бостон           | 3     | 4,50м       |
| 2015 | Чемпіонат США з легкої атлетики на відкритому повітрі | Юджин            | 4     | 4,55м       |
| 2016 | Чемпіонат США з легкої атлетики в приміщенні          | Портленд         | 6     | 4,50м       |
| 2016 | Олімпійські випробування США                          | Юджин            | 5     | 4,60м       |
| 2017 | Чемпіонат США з легкої атлетики в приміщенні          | Альбукерке       | 2     | 4,65м       |
| 2017 | Чемпіонат США з легкої атлетики на відкритому повітрі | Сакраменто       | 7     | 4,55м       |
| 2018 | Чемпіонат США з легкої атлетики в приміщенні          | Альбукерке       | 1     | 4,91м       |
| 2018 | Чемпіонат США з легкої атлетики на відкритому повітрі | Де-Мойн          | 2     | 4,70м       |
| 2019 | Чемпіонат США з легкої атлетики в приміщенні          | Стейтен-Айленд   | 1     | 4,81м       |
| 2019 | Чемпіонат США з легкої атлетики на відкритому повітрі | Де-Мойн          | 2     | 4,80м       |
| 2021 | Олімпійські випробування США                          | Юджин            | 1     | 4,95м PB CR |
| 2022 | Чемпіонат США з легкої атлетики в приміщенні          | Спокан           | 2     | 4,75м       |
| 2022 | Чемпіонат США з легкої атлетики на відкритому повітрі | Юджин            | 3     | 4,65м       |
| 2023 | Чемпіонат США з легкої атлетики в приміщенні          | Альбукерке       | 1     | 4,80м       |